# Ellen Palm
Ellen Ottilia Palm, född Nyman den 27 april 1888 i Stöde, Medelpad, död 31 augusti 1968 i Stockholm, 
, var en svensk konstnär. 
Hon var dotter till trävaruhandlaren JH Nyman och hans maka fotograf Charlotte f. Wedin. Hon studerade tekniska skolan (nuvarande konstfack) i Stockholm 1905-1907 och studerade konst i Italien och Frankrike. Anställd från 1907 fram till sitt giftermål på Generalstabens litografiska anstalt. 
Ellen flyttade till Stockholm 1905 och gifte sig den 28 december 1915  med botanikern Björn Palm som vistades utomlands i långa perioder 1916-1932.
Hon arbetar ofta i blandteknik med akvarell, olja och tusch. Mellan 1935 och ca 1950 är hon älskarinna och modell  till den kände konstnären Arvid Fougstedt 
Hon skilde sig 5 maj 1941 från sin man Björn Palm.  
Ellen avled i augusti 1968 och är begravd på Norra begravningsplatsen i Stockholm.
I september 2023 fanns verk av Ellen Palm inkluderade i auktionen "Kvinnliga pionjärer - berömda och bortglömda".